# بيري بليك
بيري بليك (بالإنجليزية: Perry Blake)‏ هو مغني أيرلندي، ولد في 10 مايو 1970 في سلايغو في جمهورية أيرلندا.

## وصلات خارجية
- الموقع الرسمي
- بيري بليك على موقع IMDb (الإنجليزية)
- بيري بليك على موقع ميوزك برينز (الإنجليزية)
- بيري بليك على موقع ديسكوغز (الإنجليزية)